# Флярковський Олександр Георгійович
Флярковський Олександр Георгійович  (6 липня 1931 — 8 травня 2014) — радянський і російський композитор, музичний педагог. Заслужений діяч мистецтв РРФСР (1975). Заслужений діяч культури ПНР (1980). Народний артист РРФСР (1986).

## Біографічні відомості
Закінчив Московську консерваторію (1955, клас Ю. Шапоріна).
Автор понад 300 пісень, музики до кінофільмів, мультфільмів, оперет, опер, ораторій, кантат, симфонічних і хорових творів. 
Лауреат багатьох міжнародних, всесоюзних і республіканських конкурсів.
У 1991 році очолив клас композиції у Державному музично-педагогічному інституті ім. М. М. Іпполітова-Іванова. З 1992 року — професор кафедри музикознавства.
Помер 8 травня 2014 року. Похований у Москві на Ваганьковському кладовищі, поряд з дружиною.

## Фільмографія
- «Золоті колосся» (1958, мультфільм)
- «Та, що обганяє вітер» (1958)
- «Говорить супутник» (1959, документальний)
- «Дівоча весна» (1960)
- «Особиста першість» (1961)
- «Веселі історії» (1961)
- «Дорослі діти» (1961)
- «На воді та під водою» (1961, документальний)
- «Місто великої долі» (1961, документальне)
- «Це сталося в міліції» (1963)
- «Біжи, струмочку» (1963, мультфільм)
- «Постріл в тумані» (1963)
- «Зелений вогник» (1964)
- «Вище — лише небо» (1964, документальний)
- «Гравюра на дереві» (1966, фільм-спектакль)
- «Здрастуй, столице!» (1966, документальний)
- «Пісенька мишеня» (1967, мультфільм)
- «Шлях до „Сатурна“» (1967)
- «Кінець „Сатурна“» (1968)
- «Ще раз про любов» (1968)
- «Російське поле» (1971)
- «Ціна швидких секунд» (1971)
- «Якщо ти чоловік...» (1971)
- «Бій після перемоги» (1972)
- «Інженер Прончатов» (1972)
- «Четвірка зі співу» (1973)
- «Зворотня адреса» (1973, фільм-спекталь)
- «Океан» (1974)
- «Здрастуйте, лікарю!» (1974, Одеська кіностудія)
- «Народжена революцією» (1974—1977, т/ф, 10 с, Кіностудія ім. О. Довженка)
- «Алмази для Марії» (1975)
- «Стоянка — три години» (1975)
- «Бенефіс Лариси Голубкіної» (1975)
- «Розіграш» (1976)
- «Ліки проти страху» (1978)
- «Новорічна пригода» (1980, мультфільм)
- «Білий сніг Росії» (1980)
- «День на роздум» (1980)
- «Естафета творчості» (1981, документальний)
- «Відкрите серце» (1982)
- «Десять років без права листування» (1990)